# Saint-Remy (Vosgi)
Saint-Remy è un comune francese di 533 abitanti situato nel dipartimento dei Vosgi nella regione del Grand Est.

## Società

### Evoluzione demografica
Abitanti censiti